# Camí vell de la Pobla de Segur a Salàs de Pallars
El Camí vell de la Pobla de Segur a Salàs de Pallars és un antic camí dels termes municipals de la Pobla de Segur, Conca de Dalt (a l'antic terme de Toralla i Serradell) i Salàs de Pallars, al Pallars Jussà.
Arrenca de la vila de la Pobla de Segur i menava a Salàs de Pallars travessant el terme del poble de Torallola, però, malgrat haver estat antigament un camí molt important, la construcció de carreters el va deixar en desús i, en conseqüència, alguns trams van desaparèixer, en part absorbits per altres camins locals com és el cas de la Pista de la Plana.
Un primer tram conservat, tot i que curt, és al nord-est de la partida de Somera, però actualment només serveix com a camí agrícola de comunicació entre camps.
El segon tram que es conserva és a migdia de Torallola, des de la partida de Serradàs cap al sud, deixa a llevant la partida de Sant Roc, va a buscar el costat de ponent de lo Pla i el de llevant de lo Rodalet, discorrent paral·lel a un barranc afluent del barranc del Solà, anant a buscar els peus de la Costa de Toni. Al cap de poc travessa el barranc esmentat, i s'adreça als Trossos del Torallola de Mingo, a la partida de Llinars, on travessa el torrent del Solà. Tot seguit travessa la partida de Ruivert, fins que troba la Pista de Sensui a Rivert.